# Lars Myrberg
Lars Mikael Myrberg (Stoccolma, 23 novembre 1964) è un ex pugile svedese.

## Biografia
Rappresentò la Svezia ai Giochi olimpici di Seul 1988, vincendo la medaglia di bronzo nel torneo dei pesi superleggeri.

## Palmarès
- Giochi olimpici

Seul 1988: bronzo nei pesi superleggeri.